# Manpura
Manpura är ett underdistrikt i Bangladesh. Det ligger i den sydöstra delen av landet, 180 km söder om huvudstaden Dhaka.
Runt Manpura är det tätbefolkat, med 881 invånare per kvadratkilometer.